# Partits de la selecció catalana de rugbi
Els Partits de la selecció catalana de rugbi s'inicien durant els anys on la Federació Catalana de Rugby era membre reconegut de la Federació Internacional, es jugaren 2 partits contra una altra selecció absoluta, Itàlia. També es va jugar un partit suposadament contra la selecció francesa, però es tractava d'una selecció del sud de França, a pesar de que la majoria que hi participaren eren internacionals absoluts dels bleus.

### Catalunya-Itàlia[2]
| Catalunya                              | 5–5 | Itàlia                               | 14 d'abril de 1934 16:00 - Camp de les Corts, Barcelona Assistència: 25.000 espectadors Àrbitre: Léopold Mailhan (França) |
| Assaigs: Garrigosa 30' Con.: Elias 31' | []  | Assaigs: Cazzini ?' Con.: Aloisio ?' | 14 d'abril de 1934 16:00 - Camp de les Corts, Barcelona Assistència: 25.000 espectadors Àrbitre: Léopold Mailhan (França) |

| Catalunya | Itàlia |

|                                               |  | Antonio Vilaespasa (Barcelona) |
|                                               |  | Bisbal II (Santboiana)         |
|                                               |  | Vilar (Santboiana)             |
|                                               |  | Balcells (Santboiana)          |
|                                               |  | Juanes (Barcelona)             |
|                                               |  | Elias (Santboiana)             |
|                                               |  | Ros (Santboiana)               |
|                                               |  | Aguilar (c) (Barcelona)        |
|                                               |  | Garrigosa (Santboiana)         |
|                                               |  | Puigdevall (Cornellà)          |
|                                               |  | Riera (CADCI)                  |
|                                               |  | Miret (Barcelona)              |
|                                               |  | Nuvials (Santboiana)           |
|                                               |  | Ruiz (Barcelona)               |
|                                               |  | Gual (Santboiana)              |
| Entrenador:                                   |  |                                |
| Vives (entre altres del comité seleccionador) |  |                                |

| FB            |  | Angelo Morimondi (Bersaglieri Milano)     |
| W             |  | Aurelio Cazzini (Amatori Rugby Milano)    |
| C             |  | Francesco Vinci III (Rugby Roma Olimpic)  |
| C             |  | Pietro Vinci IV (c) (Rugby Roma Olimpic)  |
| W             |  | Eraldo Sgorbati (Rugby Bologna Sportiva)  |
| FH            |  | Riccardo Aymonod (Bersaglieri Milano)     |
| SH            |  | Mario Campagna (Amatori Rugby Milano)     |
| N8            |  | Ivan Aloisio (GUF Genoa)                  |
| F             |  | Renzo Maffioli (AFC Padova Rugby)         |
| F             |  | Luigi Brighetti (Rugby Bologna Sportiva)  |
| L             |  | Gastone de Angelis (Rugby Roma Olimpic)   |
| L             |  | Alberto Crespi (Amatori Rugby Milano)     |
| P             |  | Leandro Tagliabue (Bersaglieri Milano)    |
| H             |  | Alberto di Bello (Amatori Rugby Milano)   |
| P             |  | Giogio Bortolini (Rugby Bologna Sportiva) |
| Entrenador:   |  |                                           |
| Luigi Bricchi |  |                                           |

### Catalunya-França
| Catalunya                                                 | 15–21 | França (sud)                                                                     | 27 de juny de 1934 16:00 - Camp de les Corts, Barcelona Assistència: 20.000 espectadors Àrbitre: Gilbert Brutus (França) |
| Assaigs: Aleu 25', Gual ?', Deu ?' Con.: Elias 26' ?', ?' | []    | Assaigs: Cussac 35' ?' 80', Desclaux 43', Duluc ?' Con.: Chaud ?' Drop: Chaud ?' | 27 de juny de 1934 16:00 - Camp de les Corts, Barcelona Assistència: 20.000 espectadors Àrbitre: Gilbert Brutus (França) |

### Itàlia-Catalunya[4][5]
| Itàlia                                  | 5–3 | Catalunya               | 24 de març de 1935 14:35 - Estadi Luigi Ferraris, Gènova Àrbitre: Godillot (França) |
| Assaigs: Visentin 25' Con.: Aloisio 26' | []  | Assaigs: Puigdevall 43' | 24 de març de 1935 14:35 - Estadi Luigi Ferraris, Gènova Àrbitre: Godillot (França) |

| Itàlia | Catalunya |

| FB            |  | Angelo Morimondi (Bersaglieri Milano)    |
| W             |  | Aurelio Cazzini (Amatori Rugby Milano)   |
| C             |  | Francesco Vinci III (Rugby Roma Olimpic) |
| C             |  | Pietro Vinci IV (c) (Rugby Roma Olimpic) |
| W             |  | Lucio Cesani (Amatori Rugby Milano)      |
| FH            |  | Giuseppe Piana (GUF Torino)              |
| SH            |  | Umberto Moretti (Bersaglieri Milano)     |
| N8            |  | Renzo Maffioli (AFC Padova Rugby)        |
| F             |  | Eraldo Sgorbati (Rugby Bologna Sportiva) |
| F             |  | Giuseppe Visentin (AFC Padova Rugby)     |
| L             |  | Ivan Aloisio (Amatori Rugby Milano)      |
| L             |  | Gastone de Angelis (Rugby Roma Olimpic)  |
| P             |  | Orlando Maestri (Amatori Rugby Milano)   |
| H             |  | Ottavio Bottonelli (GUF Napoli)          |
| P             |  | Alberto Crespi (Amatori Rugby Milano)    |
| Entrenador:   |  |                                          |
| Luigi Bricchi |  |                                          |

|                                             |  | Elias (Santboiana)             |     |
|                                             |  | Bisbal II (Santboiana)         |     |
|                                             |  | Garrigosa I (Santboiana)       |     |
|                                             |  | Balcells (Santboiana)          |     |
|                                             |  | Juanes (c) (Barcelona)         |     |
|                                             |  | Manuel (Santboiana)            | 40' |
|                                             |  | Riera (Santboiana)             |     |
|                                             |  | Aguilar (Barcelona)            |     |
|                                             |  | Puigdevall (Cornellà)          |     |
|                                             |  | Antonio Vilaespasa (Barcelona) |     |
|                                             |  | Massoni (Santboiana)           |     |
|                                             |  | Bisbal I (Santboiana)          |     |
|                                             |  | Gual (Cornellà)                |     |
|                                             |  | Nuvials (Santboiana)           |     |
|                                             |  | Baltasar (Cornellà)            | 40' |
| Substitucions:                              |  |                                |     |
|                                             |  | Garrigosa II (Santboiana)      | 40' |
|                                             |  | Vilar (Santboiana)             | 40' |
| Entrenador:                                 |  |                                |     |
| Garrigosa, Cuguero i Cuyàs (seleccionadors) |  |                                |     |

| Partits de la selecció Catalana de Rugbi |                                                                                     |                                                                                     |                                                                                     |                                                                                     |                                      |
| Data                                     | equip A                                                                             | equip B                                                                             | Resultat                                                                            | Lloc                                                                                | Notes                                |
| set 1922                                 | Es funda la Federació Catalana de Rugbi                                             | Es funda la Federació Catalana de Rugbi                                             | Es funda la Federació Catalana de Rugbi                                             | Es funda la Federació Catalana de Rugbi                                             |                                      |
| 21/05/1923                               | Lalande Olimpic de Tolosa                                                           | Catalunya                                                                           | 9 - 0                                                                               | Hipòdrom de Barcelona                                                               |                                      |
| 19/03/1928                               | Castella                                                                            | Catalunya                                                                           | 0 - 17                                                                              | Madrid                                                                              |                                      |
| 05/03/1930                               | Catalunya                                                                           | Marina Anglesa                                                                      | 14 - 5                                                                              | Camp Sol de Baix (Barcelona)                                                        |                                      |
| 05/03/1930                               | Catalunya                                                                           | Marina Anglesa                                                                      | 33 - 6                                                                              | Estadi de Montjuïc (Barcelona)                                                      |                                      |
| 22/05/1930                               | Alemanya "Berlín"                                                                   | Catalunya                                                                           | 18 - 13                                                                             | Berlín                                                                              |                                      |
| 25/05/1930                               | Alemanya Nord                                                                       | Catalunya                                                                           | 22 - 0                                                                              | Hannover                                                                            |                                      |
| 07/06/1930                               | Catalunya                                                                           | Llenguadoc                                                                          | 16 - 36                                                                             | Estadi de Montjuïc (Barcelona)                                                      |                                      |
| 22/06/1930                               | Catalunya                                                                           | Castella "Centre"                                                                   | 48 - 11                                                                             | Estadi de Montjuïc (Barcelona)                                                      |                                      |
| 26/10/1930                               | Llenguadoc                                                                          | Catalunya                                                                           | 30 - 6                                                                              | Perpinyà                                                                            |                                      |
| 09/11/1930                               | Provença                                                                            | Catalunya                                                                           | 6 - 3                                                                               | Avignon                                                                             |                                      |
| 26/04/1931                               | Catalunya                                                                           | França "París"                                                                      | 14 - 20                                                                             | Barcelona                                                                           |                                      |
| 13/04/1933                               | França "París"                                                                      | Catalunya                                                                           | 54 - 6                                                                              | París                                                                               |                                      |
| 15/04/1933                               | Nazaire                                                                             | Catalunya                                                                           | 19 - 16                                                                             | Saint Nazaire                                                                       |                                      |
| 02/01/1934                               | Es constitueix la federació internacional FIRA amb Catalunya com a membre fundador. | Es constitueix la federació internacional FIRA amb Catalunya com a membre fundador. | Es constitueix la federació internacional FIRA amb Catalunya com a membre fundador. | Es constitueix la federació internacional FIRA amb Catalunya com a membre fundador. |                                      |
| 14/04/1934                               | Catalunya                                                                           | Itàlia                                                                              | 5 - 5                                                                               | Les Corts (Barcelona)                                                               | 25.000 Espectadors                   |
| 27/05/1934                               | Catalunya                                                                           | França                                                                              | 15 - 22                                                                             | Les Corts (Barcelona)                                                               |                                      |
| 24/03/1935                               | Itàlia                                                                              | Catalunya                                                                           | 5 - 3                                                                               | Luiggi Ferrari (Gènova)                                                             |                                      |
| 14/04/1936                               | Catalunya                                                                           | França "Alps Marítims"                                                              | 18 - 6                                                                              | Les Corts (Barcelona)                                                               |                                      |
| 07/06/1936                               | Catalunya                                                                           | França                                                                              | 17 - 24                                                                             | Barcelona                                                                           |                                      |
| 18/07/1936                               | Esclata la guerra civil espanyola                                                   | Esclata la guerra civil espanyola                                                   | Esclata la guerra civil espanyola                                                   | Esclata la guerra civil espanyola                                                   |                                      |
| 06/01/1940                               | Catalunya                                                                           | Bucarest                                                                            | 3 - 13                                                                              | Barcelona                                                                           |                                      |
| 09/01/1940                               | Catalunya                                                                           | Bucarest                                                                            | 3 - 3                                                                               | Barcelona                                                                           |                                      |
| 13/03/1949                               | Catalunya                                                                           | Castella                                                                            | 6 - 6                                                                               | Camp de la Bordeta (Barcelona)                                                      |                                      |
| 03/06/1951                               | Catalunya                                                                           | França Cheminots                                                                    | 11 - 17                                                                             | Camp de la Bordeta (Barcelona)                                                      |                                      |
| 25/11/1951                               | França Cheminots                                                                    | Catalunya                                                                           | 6 - 5                                                                               | Cahors (França)                                                                     |                                      |
| 29/03/1952                               | Castella                                                                            | Catalunya                                                                           | 11 - 12                                                                             | Madrid                                                                              |                                      |
| 14/06/1953                               | Catalunya                                                                           | CF Lourdes                                                                          | 12 - 18                                                                             | Les Corts (Barcelona)                                                               |                                      |
| 24/09/1953                               | Catalunya                                                                           | Verein Fur Volkssport                                                               | 20 - 8                                                                              | Estadi de Montjuïc (Barcelona)                                                      |                                      |
| 26/09/1953                               | Catalunya                                                                           | Parma FC                                                                            | 3 - 3                                                                               | Estadi de Montjuïc (Barcelona)                                                      |                                      |
| 25/12/1953                               | Catalunya                                                                           | Trinity College                                                                     | 19 - 0                                                                              | Creu Alta (Sabadell)                                                                |                                      |
| 27/11/1955                               | Catalunya                                                                           | Esquadra Anglesa                                                                    | 20 - 5                                                                              | Foixarda (Barcelona)                                                                |                                      |
| 29/11/1955                               | Catalunya                                                                           | Esquadra Anglesa                                                                    | 0 - 11                                                                              | Foixarda (Barcelona)                                                                |                                      |
| 22/09/1957                               | Catalunya                                                                           | Racing francès                                                                      | 3 - 34                                                                              | Les Corts (Barcelona)                                                               |                                      |
| 24/11/1957                               | Catalunya                                                                           | Castella                                                                            | 8 - 0                                                                               | Camp de Torrero (Saragossa)                                                         |                                      |
| 23/03/1958                               | Catalunya                                                                           | St. Johns College (Cambridge)                                                       | 18 - 8                                                                              | Foixarda (Barcelona)                                                                |                                      |
| 20/03/1960                               | Castella                                                                            | Catalunya                                                                           | 6 - 16                                                                              | Ciutat Univ. (Madrid)                                                               |                                      |
| 25/09/1960                               | Catalunya                                                                           | Irlanda universitari                                                                | 26 - 3                                                                              | Foixarda (Barcelona)                                                                |                                      |
| 11/03/1962                               | Catalunya                                                                           | Castella                                                                            | 11 - 3                                                                              | Foixarda (Barcelona)                                                                |                                      |
| 06/12/1964                               | Catalunya                                                                           | Clifton RFC                                                                         | 3 - 12                                                                              | Foixarda (Barcelona)                                                                |                                      |
| 07/12/1964                               | Catalunya                                                                           | Clifton RFC                                                                         | 3 - 19                                                                              | Foixarda (Barcelona)                                                                |                                      |
| 13/03/1966                               | Catalunya                                                                           | Castella                                                                            | 6 - 3                                                                               | Ciutat Univ. (Barcelona)                                                            |                                      |
| 1968                                     | Catalunya                                                                           | SC Paulhet                                                                          | 9 - 3                                                                               |                                                                                     |                                      |
| 15/01/1970                               | Catalunya                                                                           | Petersham                                                                           | 16 - 6                                                                              | Ciutat Univ. (Barcelona)                                                            |                                      |
| 24/09/1970                               | Catalunya                                                                           | US Montalbanaise                                                                    | 3 - 32                                                                              | Ciutat Univ. (Barcelona)                                                            | Torneig de la Mercè                  |
| 27/09/1970                               | Catalunya                                                                           | BUC                                                                                 | 6 - 0                                                                               | Ciutat Univ. (Barcelona)                                                            | Torneig de la Mercè                  |
| 02/01/1971                               | Catalunya                                                                           | Stellenbosch Univ. Capetown (Sud Àfrica)                                            | 0 - 73                                                                              | Camp de San Baudillo (Hospitalet)                                                   |                                      |
| 04/01/1971                               | Catalunya                                                                           | Waterwatersand Univ. (Sud Àfrica)                                                   | 5 - 20                                                                              | Ciutat Univ. (Barcelona)                                                            |                                      |
| 05/02/1971                               | Catalunya                                                                           | Los Matreros (Buenos Aires)                                                         | 0 - 30                                                                              | Baldiri Aleu (Sant Boi)                                                             |                                      |
| 21/05/1972                               | Catalunya                                                                           | XV França                                                                           | 31 - 17                                                                             | Camp de San Baudillo (Hospitalet)                                                   | Ciutat d'Hospitalet                  |
| 31/03/1974                               | Catalunya                                                                           | At. Club Rosario (Argentina)                                                        | 9 - 8                                                                               | La Foixarda (Barcelona)                                                             |                                      |
| 22/09/1974                               | Catalunya                                                                           | At. San Sebastian                                                                   | 8 - 21                                                                              | Ciutat Univ. (Barcelona)                                                            | Torneig de la Mercè                  |
| 24/09/1974                               | Catalunya                                                                           | Saint Andrews                                                                       | 12 - 25                                                                             | Ciutat Univ. (Barcelona)                                                            | Torneig de la Mercè                  |
| 18/09/1980                               | Catalunya                                                                           | CN Montjuïc                                                                         | 19 - 6                                                                              | Camp del CN Montjuïc                                                                | Torneig de la Mercè                  |
| 21/09/1980                               | Catalunya                                                                           | Espira-Baixas                                                                       | 22 - 4                                                                              | Camp del CN Montjuïc                                                                | Torneig de la Mercè                  |
| 1980                                     | Catalunya                                                                           | Esquadra Anglesa                                                                    | 16 - 3                                                                              |                                                                                     |                                      |
| 1980                                     | Catalunya                                                                           | Bodmin RFC                                                                          | 18 - 11                                                                             |                                                                                     |                                      |
| 11/06/1982                               | Catalunya                                                                           | Irlanda                                                                             | 17 - 22                                                                             | Foixarda (Barcelona)                                                                | Ciutat de Barcelona                  |
| 13/06/1982                               | Catalunya                                                                           | Escòcia                                                                             | 24 - 17                                                                             | Foixarda (Barcelona)                                                                | Ciutat de Barcelona                  |
| 1984                                     | Catalunya                                                                           | Aberavon (Gàl·les)                                                                  |                                                                                     | Foixarda                                                                            |                                      |
| 1984                                     | Catalunya                                                                           | East Japan                                                                          |                                                                                     | Foixarda                                                                            |                                      |
| 1985                                     | Catalunya                                                                           | Lincoln Park (Chicago)                                                              |                                                                                     | Foixarda                                                                            |                                      |
| 21/10/87                                 | Exèrcit Francès                                                                     | Catalunya                                                                           | 20 - 7                                                                              | Perpinyà                                                                            |                                      |
| 13/01/90                                 | Catalunya                                                                           | Itàlia                                                                              | 8 - 34                                                                              | Argelers                                                                            |                                      |
| 22/04/90                                 | Catalunya                                                                           | Tunísia                                                                             | 16 - 15                                                                             | Andorra la Vella                                                                    |                                      |
| 11/05/90                                 | Euskadi                                                                             | Catalunya                                                                           | 56 - 15                                                                             | Bilbao                                                                              |                                      |
| 1993                                     | Navarra                                                                             | Catalunya                                                                           | 0 - 48                                                                              |                                                                                     | Autonòmiques                         |
| 1993                                     | Madrid                                                                              | Catalunya                                                                           | 8 - 13                                                                              |                                                                                     | Autonòmiques                         |
| 1993                                     | Euskadi                                                                             | Catalunya                                                                           | 28 - 10                                                                             |                                                                                     | Autonòmiques                         |
| 05/03/1994                               | Catalunya                                                                           | BUC                                                                                 | 27 - 15                                                                             |                                                                                     | amistós                              |
| 19/03/1994                               | Catalunya                                                                           | Santboiana                                                                          | 21 - 31                                                                             |                                                                                     | amistós                              |
| 24/04/1994                               | Catalunya                                                                           | Cornellà                                                                            | 40 - 0                                                                              |                                                                                     | amistós                              |
| 22/05/1994                               | Catalunya                                                                           | Sale FC                                                                             | 20 -41                                                                              |                                                                                     | amistós                              |
| 25/03/1995                               | Catalunya                                                                           | Andorra                                                                             | 66 - 6                                                                              | Sant Boi                                                                            | amistós                              |
| 06/04/1995                               | Catalunya                                                                           | República Txeca                                                                     | 40 - 12                                                                             | Barcelona                                                                           | amistós                              |
| 12/10/1995                               | Catalunya                                                                           | País Valencià                                                                       | 27 - 7                                                                              |                                                                                     | Autonòmiques                         |
| 19/11/1995                               | Madrid                                                                              | Catalunya                                                                           | 22 - 33                                                                             |                                                                                     | Autonòmiques                         |
| 19/11/1995                               | Euskadi                                                                             | Catalunya                                                                           | 25 - 17                                                                             |                                                                                     | Autonòmiques                         |
| 18/05/1996                               | XV President                                                                        | Côte Basque                                                                         | 26 - 41                                                                             | Sant Boi                                                                            | 75º Aniv. Santboiana                 |
| 02/11/1996                               | Catalunya                                                                           | Galícia                                                                             | 59 - 3                                                                              | Guernika/Mungia                                                                     | Autonòmiques                         |
| 02/11/1996                               | Catalunya                                                                           | País Valencià                                                                       | 37 - 6                                                                              | Guernika/Mungia                                                                     | Autonòmiques                         |
| 03/11/1996                               | Euskadi                                                                             | Catalunya                                                                           | 37 - 14                                                                             | Guernika/Mungia                                                                     | Autonòmiques                         |
| 03/05/1997                               | Catalunya                                                                           | Espanya                                                                             | 61 - 17                                                                             | Baldiri Aleu                                                                        | 75º Aniv. FCR                        |
| 28/05/1997                               | Catalunya                                                                           | França                                                                              | 18 - 58                                                                             | Estadi Olímpic                                                                      | 75º Aniv. FCR                        |
| 06/12/1997                               | Catalunya                                                                           | Navarra                                                                             | 46 - 0                                                                              | Tudela (Navarra)                                                                    | Autonòmiques                         |
| 06/12/1997                               | Catalunya                                                                           | Castella i Lleó                                                                     | 10 - 4                                                                              | Tudela (Navarra)                                                                    | Autonòmiques                         |
| 07/12/1997                               | Catalunya                                                                           | Euskadi                                                                             | 8 - 29                                                                              | Tudela (Navarra)                                                                    | Autonòmiques                         |
| 24/03/1998                               | Catalunya                                                                           | Rússia                                                                              | 15 - 67                                                                             | Hospitalet                                                                          | amistós                              |
| 13/06/1998                               | Catalunya                                                                           | Itàlia                                                                              | 19 - 40                                                                             | Barcelona                                                                           | amistós                              |
| 07/12/1998                               | Andalusia                                                                           | Catalunya                                                                           | 13 - 18                                                                             | Sevilla                                                                             | Autonòmiques                         |
| 07/12/1998                               | Castella i Lleó                                                                     | Catalunya                                                                           | 16 - 11                                                                             | Sevilla                                                                             | Autonòmiques                         |
| 08/12/1998                               | Galícia                                                                             | Catalunya                                                                           | 10 - 19                                                                             | Sevilla                                                                             | Autonòmiques                         |
| 20/05/1999                               | Catalunya                                                                           | Clob (Anglaterra)                                                                   | 53 - 12                                                                             | Barcelona                                                                           | amistós                              |
| 27/11/1999                               | Catalunya                                                                           | FC Barcelona                                                                        | 65 - 5                                                                              | Foixarda                                                                            | Centenari Barça                      |
| 04/12/1999                               | Catalunya                                                                           | Castella i Lleó                                                                     | 51 - 0                                                                              | Foixarda                                                                            | Autonòmiques                         |
| 04/12/1999                               | Catalunya                                                                           | Euskadi                                                                             | 22 - 6                                                                              | Foixarda                                                                            | Autonòmiques                         |
| 05/12/1999                               | Catalunya                                                                           | Andalusia                                                                           | 10 - 9                                                                              | Foixarda                                                                            | Autonòmiques (campions)              |
| 27/12/1999                               | Hillhead RFC (Escòcia)                                                              | Catalunya                                                                           | 29 - 17                                                                             | Escòcia                                                                             | Gira 99'                             |
| 28/12/1999                               | Whitecraigs RFC (Escòcia)                                                           | Catalunya                                                                           | 35 - 14                                                                             | Escòcia                                                                             | Gira 99'                             |
| 14/02/2000                               | Catalunya                                                                           | Hindú Club (Argentina)                                                              | 24 - 72                                                                             | Hospitalet                                                                          | amistós                              |
| 08/12/2000                               | Catalunya                                                                           | Galícia                                                                             | 18 - 12                                                                             | Coimbra (Portugal)                                                                  | Autonòmiques                         |
| 08/12/2000                               | Catalunya                                                                           | Euskadi                                                                             | 9 - 15                                                                              | Coimbra (Portugal)                                                                  | Autonòmiques                         |
| 09/12/2000                               | Catalunya                                                                           | Portugal Sud                                                                        | 6 - 72                                                                              | Coimbra (Portugal)                                                                  | Autonòmiques                         |
| 09/12/2000                               | Catalunya                                                                           | Portugal Nord                                                                       | 28 - 11                                                                             | Coimbra (Portugal)                                                                  | Autonòmiques                         |
| 26/05/2001                               | Catalunya                                                                           | Crawshay's Welsh RFC                                                                | 12 - 29                                                                             | Cornellà                                                                            | amistós                              |
| 06/10/2001                               | Catalunya                                                                           | Midi-Pyrénées                                                                       | 16 - 19                                                                             | Foixarda                                                                            | Camp Europa Regions                  |
| 08/12/2001                               | Catalunya                                                                           | Castella i Lleó                                                                     | 8 - 32                                                                              | Valladolid                                                                          | Autonòmiques                         |
| 08/12/2001                               | Catalunya                                                                           | Andalusia                                                                           | 6 - 33                                                                              | Valladolid                                                                          | Autonòmiques                         |
| 09/12/2001                               | Catalunya                                                                           | Navarra                                                                             | 74 - 3                                                                              | Valladolid                                                                          | Autonòmiques                         |
| 19/05/2002                               | Catalunya                                                                           | Hague RC (Holanda)                                                                  | 36 - 33                                                                             | Montjuïc                                                                            | amistós                              |
| 07/12/2002                               | Catalunya                                                                           | Castella i Lleó                                                                     | 6 - 14                                                                              | Bilbao                                                                              | Autonòmiques                         |
| 07/12/2002                               | Catalunya                                                                           | Andalusia                                                                           | 10 - 14                                                                             | Bilbao                                                                              | Autonòmiques                         |
| 08/12/2002                               | Catalunya                                                                           | Madrid                                                                              | 36 -19                                                                              | Bilbao                                                                              | Autonòmiques                         |
| 12/10/2003                               | Galícia                                                                             | Catalunya                                                                           | 20 - 26                                                                             | Santiago de Compostela                                                              | Autonòmiques                         |
| 08/11/2003                               | Catalunya                                                                           | Euskadi                                                                             | 5 - 56                                                                              | Foixarda                                                                            | Autonòmiques                         |
| 10/10/2004                               | Catalunya                                                                           | Galícia                                                                             | 23 - 3                                                                              | Foixarda                                                                            | Autonòmiques                         |
| 28/11/2004                               | Euskadi                                                                             | Catalunya                                                                           | 50 - 10                                                                             | Zarautz (Guipúscoa)                                                                 | Autonòmiques                         |
| 16/01/2005                               | Castella i Lleó                                                                     | Catalunya                                                                           | 16 - 12                                                                             | Pamplona                                                                            | Autonòmiques                         |
| 10/09/2005                               | Catalunya                                                                           | Ulster                                                                              | 3 - 62                                                                              | Foixarda                                                                            | amistós                              |
| 18/06/2006                               | Catalunya                                                                           | Euskadi                                                                             | 18 - 21                                                                             | Cornellà                                                                            | amistós                              |
| 01/11/2006                               | Catalunya                                                                           | Llenguadoc                                                                          | 26 - 16                                                                             | Feixa Llarga (l'Hospitalet)                                                         | amistós                              |
| 14/02/2010                               | Catalunya                                                                           | Suècia                                                                              | 17 - 21                                                                             | Baldiri Aleu(Sant Boi de Llobregat)                                                 | amistós                              |
| 25/09/2010                               | Catalunya                                                                           | França Classic                                                                      | 12 - 29                                                                             | La Foixarda (Barcelona)                                                             | amistós                              |
| 10/09/2011                               | Andorra                                                                             | Catalunya                                                                           | 0 - 0                                                                               | MIGC (Andorra)                                                                      | amistós                              |
|                                          | Euskadi                                                                             | Catalunya                                                                           | 25-13                                                                               |                                                                                     | GaLeuscat Rugby Cup                  |
| 17 juny 2015                             | Galícia                                                                             | Catalunya                                                                           | 21-43                                                                               |                                                                                     | GaLeuscat Rugby Cup                  |
| 25/06/2016                               | Catalunya                                                                           | Portugal                                                                            | 25 - 22                                                                             | La Foixarda (Barcelona)                                                             | amistós                              |
| 19 juny 2017                             | Catalunya                                                                           | Galícia                                                                             | 58-37                                                                               | estadi del Ripollès RC                                                              | GaLeuscat Rugby Cup                  |
| 05/03/2023                               | Catalunya                                                                           | Suècia                                                                              | 51 - 14                                                                             | La Foixarda (Barcelona)                                                             | Partit del centenari de la federació |
| 09/09/2023                               | Catalunya                                                                           | Ucraïna                                                                             | 24 - 19                                                                             | La Foixarda (Barcelona)                                                             | [ 9 ]                                |